# 衆議院

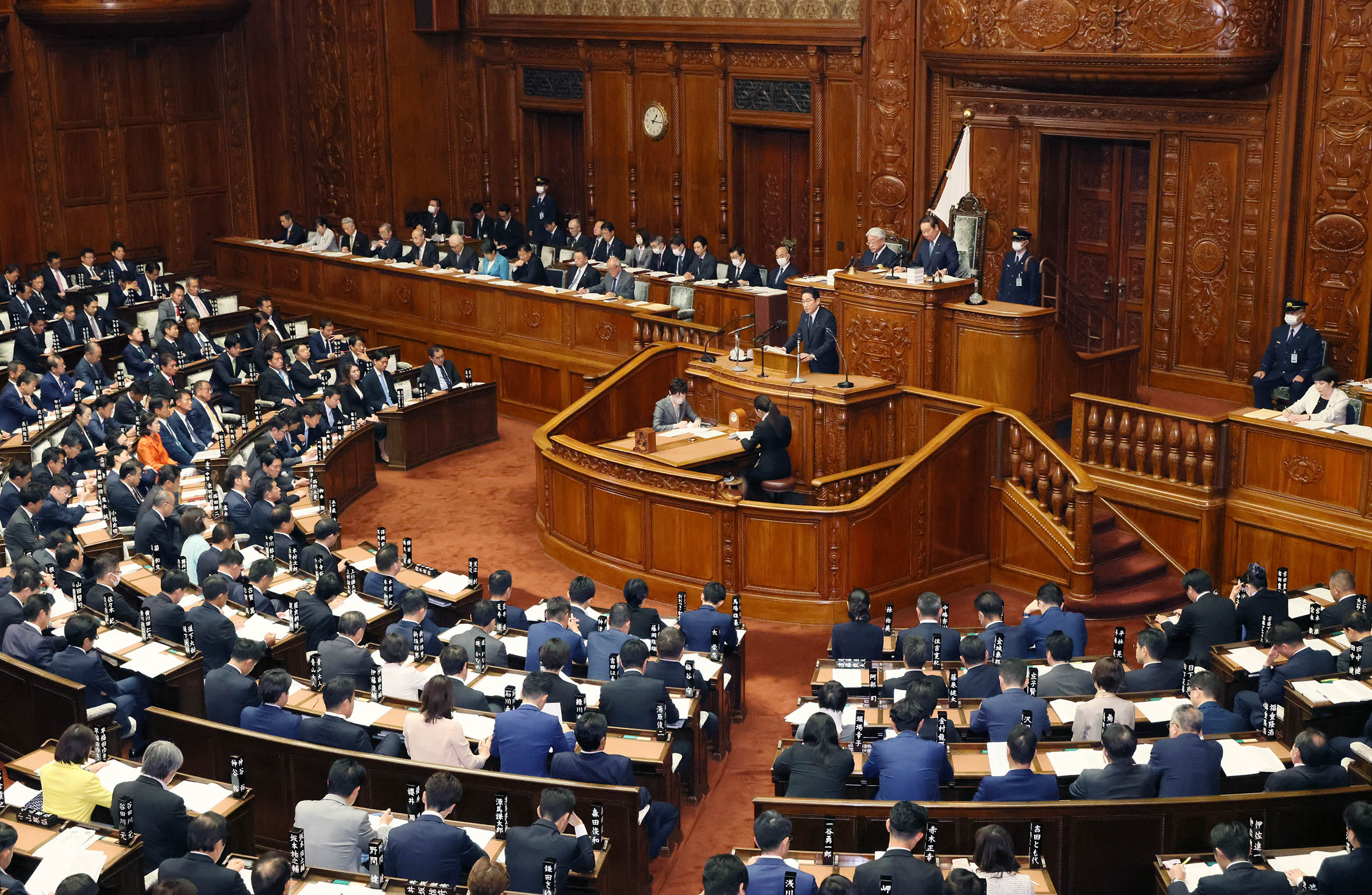
2023年10月23日、本会議場、第212回国会衆議院本会議にて

衆議院（しゅうぎいん、英語: House of Representatives）は、日本の立法府たる国会（両院制）の議院のひとつである（日本国憲法第42条）。
帝国憲法施行後の1890年（明治23年）11月29日に帝国議会の下院として設立された議院であり、上院の貴族院とともに帝国議会を構成していた。
1947年（昭和22年）5月3日の日本国憲法施行後は国会の下院として再編され、上院の参議院（さんぎいん）とともに国会を構成している。

## 概説
日本国憲法下で参議院とともに国会を構成している（日本国憲法第42条）。参議院と同じく全国民を代表する、選挙により選出された議員で組織される。

## 衆議院の優越

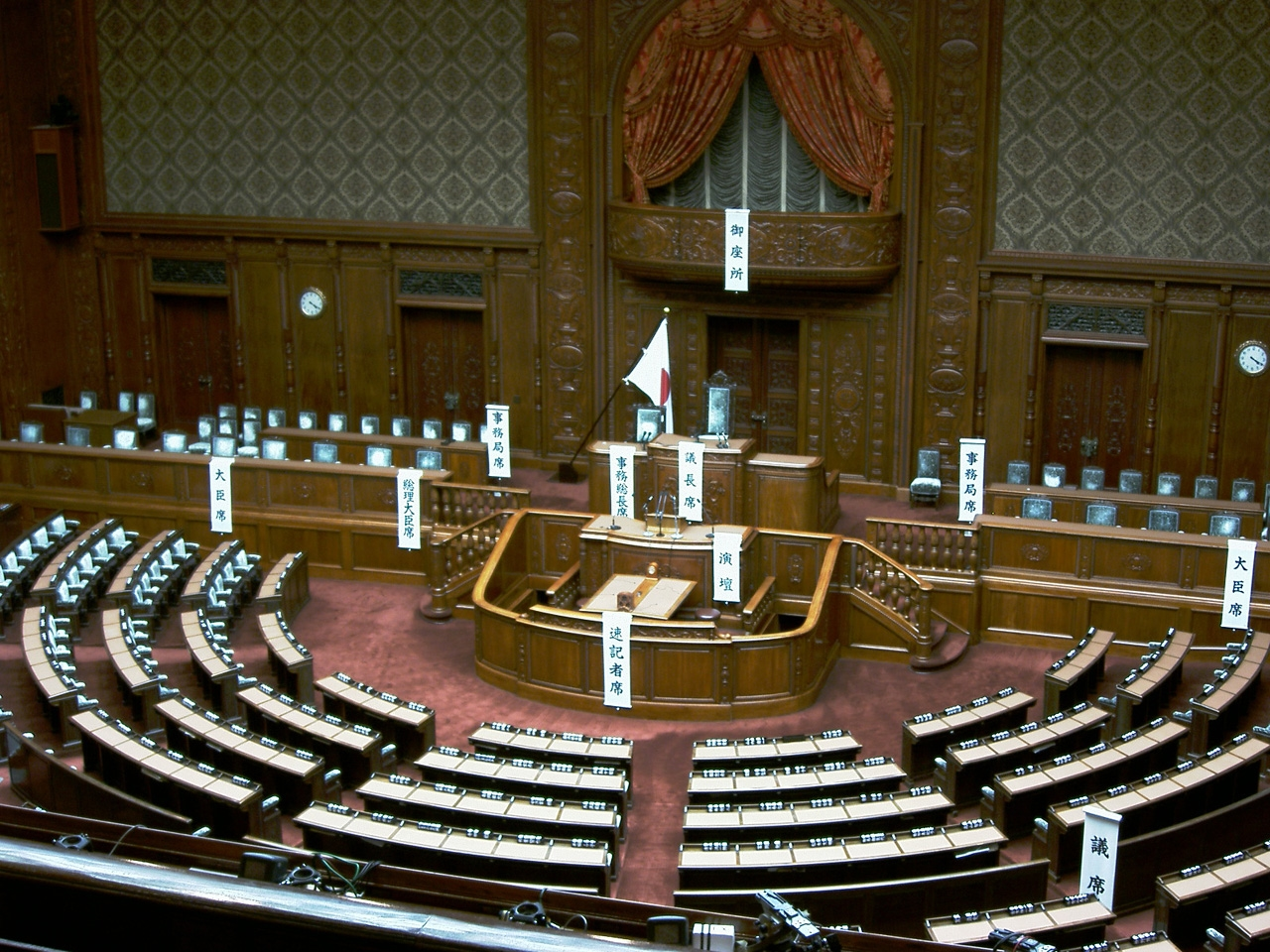
衆議院議場

衆議院の任期（4年）は参議院の任期（6年）より短く、衆議院は任期途中での解散がある。因みに、日本国憲法施行後、衆議院が任期満了を迎えたのは1回しかない。任期の短さと解散により忠実に民意を反映できると解されていることから、参議院に対して優越的地位が認められている（衆議院の優越）。

### 議決上の優越
法律案の議決
衆議院で可決し、参議院でこれと異なった議決をした法律案は、衆議院で出席議員の3分の2以上の多数で再び可決した場合に法律となる（憲法第59条第2項）。
内閣総理大臣の指名・予算の議決・条約の承認
内閣総理大臣の指名、予算の議決、条約の承認について両議院で異なった議決をした場合に、両院協議会を開いても意見が一致しないとき、または衆議院の議決から一定期間内に参議院が議決しないときは、衆議院の議決を国会の議決とする（憲法第60条2項、第61条、第67条2項）。
会期の決定
会期の決定について、両議院の議決が一致しないとき、または参議院が議決しないときは、衆議院の議決したところによる（国会法第13条）。
なお、憲法改正の発議などについては優越はない。

### 権限上の優越
予算先議権
予算は、先に衆議院に提出され、審議される（日本国憲法第60条1項）。
内閣不信任決議権
内閣不信任決議は、衆議院のみが行うことができる（日本国憲法第69条）。内閣は、衆議院で不信任の決議案を可決し、または信任の決議案を否決したときは、10日以内に衆議院を解散しない限り、総辞職しなければならない。なお、個々の国務大臣に対する不信任決議を行うこともできるが、法的効果はない。
衆議院のみに認められる権能として、内閣不信任決議権のほか参議院の緊急集会でとられた措置に対する同意権（日本国憲法第54条第3項）がある。

## 構成

### 定数
議員定数は日本国憲法第43条第2項の規定に基づき公職選挙法第4条第1項に明記されている。
1947年（昭和22年）5月3日の日本国憲法施行後初めて召集された第1回国会は、施行直前の1947年（昭和22年）4月25日に執行された第23回衆議院議員総選挙で選出された議員により構成された。この総選挙は新憲法に考慮して第92回帝国議会で改正した衆議院議員選挙法（同年3月31日公布）に基づいて行われ、選出方法は中選挙区制、定数は466人。
1950年（昭和25年）に衆議院議員選挙法を廃止して、新たに「公職選挙法」を制定したが、選出方法・定数はそのまま引き継がれ、中選挙区制・定数466人と定められた。1953年（昭和28年）には、現在の鹿児島県奄美市および大島郡に属する奄美群島が同年12月に本土復帰することに伴い、「奄美群島の復帰に伴う法令の適用の暫定措置等に関する法律」が制定され、奄美群島が新たに選挙区となったことで、定数は同暫定措置法により1増の467人となり、戦後初の定数変更が行われた。1964年（昭和39年）、暫定措置法の議員定数に関する規定は削除され、公職選挙法に引き継がれたが、この際、大都市の人口増加に伴い定数は19増の486人となった。
1970年（昭和45年）、沖縄の本土復帰に先立ち沖縄住民の民意を国政に反映させるべく、日本の国会が「沖縄住民の国政参加特別措置法」を制定、および同特別措置法を受け琉球政府の立法院が「沖縄住民の国政参加特別措置法に基づく衆議院議員及び参議院議員選挙法」を制定し、沖縄県が新たに選挙区となったことで、定数は5増の491人となった。同特別措置法は沖縄が正式に本土復帰した1972年（昭和47年）、「沖縄の復帰に伴う関係法令の改廃に関する法律」に基づき廃止され、議員定数の規定はそのまま公職選挙法に引き継がれた。1975年（昭和50年）には20増の511人と増員され、以後、この定数が1986年（昭和61年）まで続いた。定数是正の直接の理由は、第二次世界大戦後の都市部の食糧難とインフラ壊滅状態から戦中の疎開地に都市住民が留まっていた状態で定数割り当てがなされたことに加え、農業の機械化と産業構造の変化によって農村人口が減少し一票の格差が5倍前後にまで膨れ上がったことによる。ただ、増員のみが続発した背景には、当時の日本が人口増を続けていたことに加え、減員が現職議員の失職に繋がるものであることや、政権を担う与党にとって不利な定数変更とならないことに配慮した、などの点が指摘されている。
1983年（昭和58年）、一票の格差が3倍以上に達する場合には憲法第14条に違反するとも解される最高裁判所の判決が出された。これを受けて、1986年（昭和61年）に初めての減員を含む8増7減（8選挙区で1人ずつ増員し、7選挙区で1人ずつ減員。差し引き1増）の512人となる。さらに、1992年（平成4年）には9増10減（9選挙区で1人ずつ増員し、10選挙区で1人ずつ減員。差し引き1減）の511人となった。
1993年（平成5年）、いわゆる政治改革の一つとして選挙制度改革が論じられた。その結果、従来の中選挙区制は廃止され、小選挙区比例代表並立制が導入された。同時に定数も改定され、511人から500人（小選挙区300人、比例代表200人）に減員された。2000年（平成12年）に比例代表の定数について20削減され、定数は480人（小選挙区300人、比例代表180人）となった。なお、議員1人当たりの人口は26.7万人であり、これはOECD加盟国34ヶ国中2番目に多く、人口に対して定数が非常に少ない部類に入る。2014年（平成26年）に小選挙区の格差是正により5減され、475人（小選挙区295人、比例代表180人）となった。
2016年（平成28年）に選挙区画定審議会設置法が改正され、小選挙区の都道府県別の定数配分にアダムズ方式が用いられることとなった。10年毎の大規模国勢調査の際に配分の見直しを行う。中間年の簡易国勢調査の際は都道府県別の定数配分は変更せず、選挙区間の人口較差が2倍以上になった場合に区割り変更を行う。
2017年（平成29年）9月28日の解散により行われた第48回衆議院議員総選挙は、同年6月施行の選挙区改正により小選挙区では0増6減（青森、岩手、三重、奈良、熊本、鹿児島の6県で各1減）、比例代表区では0増4減（東北、北関東、近畿、九州の4ブロックで各1減）が実施され、定数465人（小選挙区289人、比例代表176人）となった。これにより衆議院の定数は、日本国憲法施行後最少となった。
| 小選挙区 定数289人（改選数289人） | 289 / 465 |

| 比例代表 定数176人（改選数176人） | 176 / 465 |

### 選挙
衆議院議員の選挙は、小選挙区比例代表並立制によって行われる。小選挙区比例代表並立制とは、選挙人が小選挙区と比例代表のそれぞれに1票ずつ投票する制度。被選挙人（立候補者）は、小選挙区と比例代表の双方に立候補することができる（重複立候補制度）。
なお、1993年（平成5年）の第40回衆院選挙までは、中選挙区制（大選挙区制の一種）で行われていた。

### 選挙資格と被選挙資格
選挙資格および被選挙資格は法律で定められる（日本国憲法第44条本文）。
- 選挙資格：18歳以上の日本国民（公職選挙法第9条第1項）。
  - 2015年（平成27年）まで20歳以上だったが、同年6月17日に改正公職選挙法が成立し、第24回参議院議員通常選挙の期日の公示日である2016年（平成28年）6月22日から選挙権年齢は20歳以上から18歳以上に引き下げられた（18歳選挙権）[6]。
  - 公職選挙法に住所要件があるため、住居のないホームレス等は住民登録ができず選挙権は行使できない[7]。
- 被選挙資格：25歳以上の日本国民（公職選挙法第10条第1項1号）。
  - なお、選挙区で300万円、比例区で600万円の供託金を納めなければならない。一定の得票が得られない場合は供託金は国により没収される[8]。この供託金が高すぎて立候補の権利が侵されるという識者もいる。

### 任期
衆議院議員の任期は4年だが、衆議院が解散された場合には任期満了前に失職する（日本国憲法第45条）。

### 院内勢力
議員は、院内では会派（院内会派）を作って行動することが多い。院内会派とは、2人以上の院所属議員で結成する団体のことである。政党とほぼ重なるものの、2つ以上の政党で一つの会派を作ったり、無所属議員が院内会派に所属することもある。その院の各委員会の委員数や、発言・質問の時間配分などは、政党ではなく会派の所属議員数によって左右される。衆参両院とも、慣例により議長と副議長は会派を離脱する。
|                       |                          |                                                                 |              |        |  |
| 会派名                | 会派名                   | 所属党派                                                        | 党派別議員数 | 議席数 |  |
| 与党                  | 与党                     | 与党                                                            | 与党         | 220    |  |
|                       | 自由民主党・無所属の会   | 自由民主党                                                      | 195          | 196    |  |
| 無所属                | 自由民主党・無所属の会   | 1                                                               |              | 196    |  |
|                       | 公明党                   | 公明党                                                          | 24           | 24     |  |
| 野党                  | 野党                     | 野党                                                            | 野党         | 240    |  |
|                       | 立憲民主党・無所属       | 立憲民主党                                                      | 147          | 148    |  |
| 社会民主党            | 立憲民主党・無所属       | 1                                                               |              | 148    |  |
|                       | 日本維新の会             | 日本維新の会                                                    | 38           | 38     |  |
|                       | 国民民主党・無所属クラブ | 国民民主党                                                      | 27           | 27     |  |
|                       | れいわ新選組             | れいわ新選組                                                    | 9            | 9      |  |
|                       | 日本共産党               | 日本共産党                                                      | 8            | 8      |  |
|                       | 有志の会                 | 無所属                                                          | 4            | 4      |  |
|                       | 参政党                   | 参政党                                                          | 3            | 3      |  |
|                       | 日本保守党               | 日本保守党                                                      | 3            | 3      |  |
| 無所属                | 無所属                   | 無所属                                                          | 無所属       | 5      |  |
|                       | 無所属                   | 議長：額賀福志郎（自由民主党） 副議長：玄葉光一郎（立憲民主党） | 2            | 5      |  |
| 無所属                | 無所属                   | 3                                                               |              | 5      |  |
| 合計                  | 合計                     | 合計                                                            | 合計         | 465    |  |
| 表示 ノート 編集 履歴 |                          |                                                                 |              |        |  |

| 人数  | 内容 |
| ----- | --- |
| 100人 | 憲法改正原案の提出（国会法第68条の2） 憲法改正原案の修正の動議（国会法第68条の4） |
| 50人  | 予算を伴う議案の発議（国会法第56条第1項前段） 本会議での予算の増額あるいは予算を伴う法律案の修正の動議（国会法第57条） 本会議での予算の修正の動議（国会法第57条の2） 議長・副議長・仮議長・常任委員長の信任・不信任に関する動議若しくは決議案の発議（衆議院規則第28条の2） 内閣の信任・不信任に関する動議若しくは決議案の発議（衆議院規則第28条の3） |
| 40人  | 議員懲罰の動議（国会法第121条第3項） |
| 20人  | 予算を伴わない議案の発議（国会法第56条第1項前段） 本会議での予算の増額あるいは予算を伴わない議案の修正の動議（国会法第57条） 会期前に逮捕された議員の釈放要求の発議（国会法第34条の3） 質疑終局の動議（衆議院規則第140条） 討論終局の動議（衆議院規則第141条） 起立採決の要求（衆議院規則第157条）                                                   |
| 10人  | 本会議の公開停止の発議（国会法第62条） 党首討論への参加要件（院内交渉団体の資格を満たす野党党首のみ） |

## 組織

### 役員
両議院は、各々その議長その他の役員を選任する（日本国憲法第58条）。国会法上の役員は議長、副議長、仮議長、常任委員長、事務総長とされている（国会法第16条）。また、衆議院では、これに特別委員長、憲法審査会会長、政治倫理審査会会長を加えた八職を「役員等」としている。

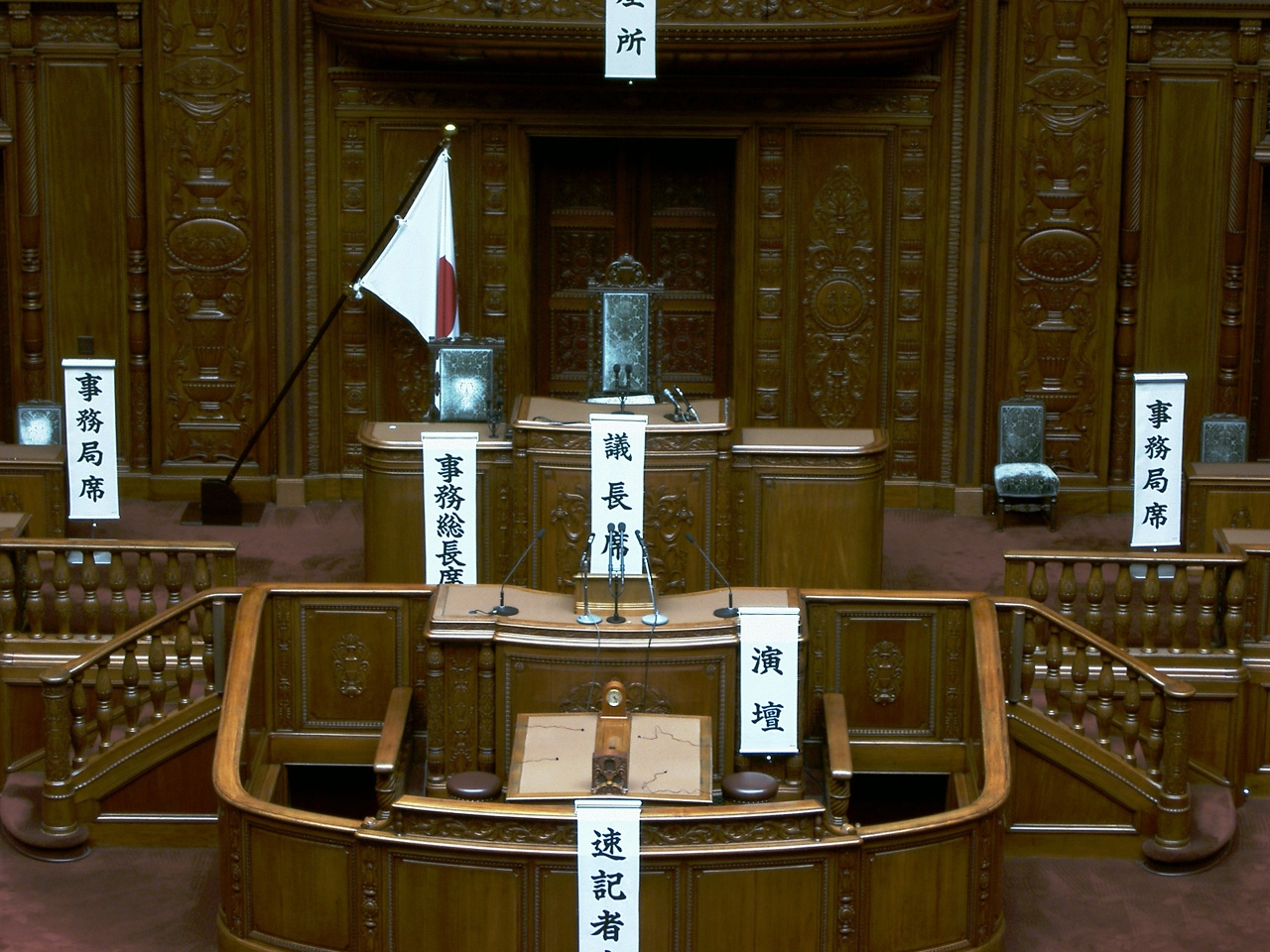
衆議院議場の中央が衆議院議長席

#### 議長および副議長
議長は、議院の秩序を保持し、議事を整理し、議院の事務を監督し、議院を代表する（国会法第19条）。副議長は、議長に事故があるときまたは議長が欠けたときは、議長の職務を行う（国会法第21条）。議長および副議長とも各々一人で（国会法第17条）、任期は各々議員としての任期までとなる（国会法第18条）。
議長は内閣総理大臣の親任式に列席する（衆議院先例集69号）。第21回国会の鳩山一郎内閣総理大臣の親任式の際は、議長が欠員していたので原彪副議長が列席した例がある（衆議院先例集69号）。
議長および副議長がともにまたはいずれかが欠けた場合は、直ちに選挙をしなければならない（国会法第23条）。総選挙後に召集される国会では、召集当日に議長および副議長がともにないので、まずその選挙をおこなう（国会法第6条、衆議院規則第3条および同第9条）。この選挙は、事務総長が取り仕切る。召集当日に選挙が実施できなかった例が、第1回、第29回、第37回、第45回および第127回国会にある（衆議院先例集38号）。
衆参の議長は三権の長で唯一親任式の対象ではないが、議長、副議長は、就任の際、皇居・宮殿に参内して国会の召集者である天皇に面会のうえ挨拶をし（官報では「拝謁（はいえつ）」と表記）、辞任の際には、挨拶の記帳をする（衆議院先例集51号）こととなっている。
第50回帝国議会において「議長は不偏不党・厳正公平であるべき」との決議が全会一致で可決され、以後おおむね議長および副議長は就任に際し党籍を離脱している（衆議院先例集65号）。
| 役職   | 氏名       | 所属会派（出身会派）             |
| ------ | ---------- | -------------------------------- |
| 議長   | 額賀福志郎 | 無所属（自由民主党・無所属の会） |
| 副議長 | 玄葉光一郎 | 無所属（立憲民主党・無所属）     |

#### 仮議長
議長および副議長に共に事故があるときは仮議長に議長の職務を行わせることになっており、選挙または議長の委任で選出することになっている（国会法第22条）。

#### 常任委員長
常任委員長は国会法上の役員である（国会法第16条）。常任委員長は、本会議で委員の中から選挙（国会法第25条）もしくは議長において指名（衆議院規則第15条第1項）で選任されるが、後者の場合がほとんどである。この場合、事前に各会派間で協議された常任委員長各会派割当てと会派申出の候補者に基づいておこなわれる。委員の選任は、総選挙後初めて召集される会期の始めに行われる（国会法第42条および衆議院委員会先例集9号）か、国会法または衆議院規則の改正により必要となったとき（衆議院委員会先例集10号）のみであり、その他の場合は異動とみなし、委員の辞任と補欠選任で対処することになっている。また、多くの会派は、毎年秋に召集される臨時会の冒頭で各委員の構成を見直すことを例としていることから、実際に委員の構成が大きく変わるのは総選挙後の国会と毎年秋に召集される臨時会であり、常任委員長が選任されるのはその際である。現職は第182回国会冒頭に議長によって指名された。
各議院において特に必要があると認めるときは、その院の議決をもって（すなわち本会議において）、常任委員長を解任することができる（国会法第30条の2）。委員会でも、不信任動議を可決することは可能であるが、この動議は法的拘束力をもたない。
制定から77年間衆議院の本会議で解任決議が可決された実例はなかったが、2025年6月18日、ガソリン税の暫定税率の廃止法案の審議を巡って与野党が対立、衆議院で過半数を占めていた野党側が井林辰憲財務金融委員長の解任決議を提出、可決し、現制度で初めての常任委員長の解任となった。衆議院の委員会での不信任動議可決例は過去に2例あり、1948年（昭和23年）12月の予算委員長に対するものと、2007年（平成19年）6月の懲罰委員長に対するものとがある。
委員長は、委員会の議事を整理し、秩序を保持する（国会法第48条）。

#### 事務総長
事務総長は、議長の監督の下に、議院の事務を統理し、公文に署名する（国会法第28条）。本会議において国会議員外より選挙（国会法第27条）されるが、その手続を省略し議長において指名（衆議院規則第16条第1項）することができることとなっている。手続を省略する場合がほとんどである。
現職は、2024年（令和元年）6月21日に議長によって指名された。
| 役職     | 氏名     | 前職           |
| -------- | -------- | -------------- |
| 事務総長 | 築山信彦 | 衆議院事務次長 |

### 委員会

#### 衆議院常任委員会
| 委員会             | 員数 | 所管 | 委員長     | 委員長の所属会派         |
| ------------------ | ---- | --- | ---------- | ------------------------ |
| 内閣委員会         | 40   | 内閣の所管に属する事項（安全保障会議の所管に属する事項を除く。） 宮内庁の所管に属する事項 国家公安委員会の所管に属する事項 他の常任委員会の所管に属さない内閣府の所管に属する事項 | 大岡敏孝   | 自由民主党・無所属の会   |
| 総務委員会         | 40   | 総務省の所管に属する事項（経済産業委員会および環境委員会の所管に属する事項を除く。） 地方公共団体に関する事項 人事院の所管に属する事項 | 竹内譲     | 公明党                   |
| 法務委員会         | 35   | 法務省の所管に属する事項 裁判所の司法行政に関する事項 | 西村智奈美 | 立憲民主党・無所属       |
| 外務委員会         | 30   | 外務省の所管に属する事項 | 堀内詔子   | 自由民主党・無所属の会   |
| 財務金融委員会     | 40   | 財務省の所管に属する事項（予算委員会および決算行政監視委員会の所管に属する事項を除く。） 金融庁の所管に属する事項智隆 | 阿久津幸彦 | 立憲民主党・無所属       |
| 文部科学委員会     | 40   | 文部科学省の所管に属する事項 教育委員会の所管に属する事項 | 中村裕之   | 自由民主党・無所属の会   |
| 厚生労働委員会     | 40   | 厚生労働省の所管に属する事項 | 藤丸敏     | 自由民主党・無所属の会   |
| 農林水産委員会     | 40   | 農林水産省の所管に属する事項 | 御法川信英 | 自由民主党・無所属の会   |
| 経済産業委員会     | 40   | 経済産業省の所管に属する事項 公正取引委員会の所管に属する事項 公害等調整委員会の所管に属する事項（鉱業等に係る土地利用に関する事項に限る。） | 宮崎政久   | 自由民主党・無所属の会   |
| 国土交通委員会     | 45   | 国土交通省の所管に属する事項 | 井上貴博   | 自由民主党・無所属の会   |
| 環境委員会         | 30   | 環境省の所管に属する事項 公害等調整委員会の所管に属する事項（経済産業委員会の所管に属する事項を除く。） | 近藤昭一   | 立憲民主党・無所属       |
| 安全保障委員会     | 30   | 防衛省の所管に属する事項 国家安全保障会議の所管に属する事項 | 遠藤敬     | 日本維新の会             |
| 国家基本政策委員会 | 30   | 国家の基本政策に関する事項 | 泉健太     | 立憲民主党・無所属       |
| 予算委員会         | 50   | 予算 | 安住淳     | 立憲民主党・無所属       |
| 決算行政監視委員会 | 40   | 決算 予備費支出の承諾に関する事項 決算調整資金からの歳入への組入れの承諾に関する事項 国庫債務負担行為総調書 国有財産増減および現在額総計算書ならびに無償貸付状況総計算書 その他会計検査院の所管に属する事項 会計検査院が行う検査の結果ならびに総務省が行う評価および監視ならびに総務省が評価および監視に関連して行う調査の結果についての調査に関する事項 行政に関する国民からの苦情の処理に関する事項 以上に掲げる事項に係る行政監視およびこれに基づく勧告に関する事項 | 鈴木義弘   | 国民民主党・無所属クラブ |
| 議院運営委員会     | 25   | 議院の運営に関する事項 国会法および議院の諸規則に関する事項 議長の諮問に関する事項 裁判官弾劾裁判所および裁判官訴追委員会に関する事項 国立国会図書館に関する事項 | 浜田靖一   | 自由民主党・無所属の会   |
| 懲罰委員会         | 20   | 議員の懲罰に関する事項 議員の資格争訟に関する事項 | 菊田真紀子 | 立憲民主党・無所属       |

#### 衆議院特別委員会
特に必要があると判断された場合、特別委員会を設けることができる（国会法第45条）。
| 委員会                                                     | 委員長   | 委員長の所属会派       |
| ---------------------------------------------------------- | -------- | ---------------------- |
| 東日本大震災復興・防災・災害対策に関する特別委員会         | 金子恭之 | 自由民主党・無所属の会 |
| 政治改革に関する特別委員会                                 | 渡辺周   | 立憲民主党・無所属     |
| 沖縄及び北方問題に関する特別委員会                         | 逢坂誠二 | 立憲民主党・無所属     |
| 北朝鮮による拉致問題等に関する特別委員会                   | 牧義夫   | 立憲民主党・無所属     |
| 消費者問題に関する特別委員会                               | 浦野靖人 | 日本維新の会           |
| 原子力問題調査特別委員会                                   | 江渡聡徳 | 自由民主党・無所属の会 |
| 地域活性化・こども政策・デジタル社会形成に関する特別委員会 | 谷公一   | 自由民主党・無所属の会 |

### 憲法審査会
憲法審査会は、日本国憲法および日本国憲法に密接に関連する基本法制について広範かつ総合的に調査を行い、憲法改正原案、日本国憲法に係る改正の発議または国民投票に関する法律案等を審査するため、第167回国会から設けられた。ただし、憲法改正原案の審査については2010年（平成22年）5月18日から可能になる。しかし、実際には第167回国会で野党側の要求により、憲法審査会規程について制定することを見送ることになり、2009年（平成21年）6月11日に自民・公明の与党の賛成多数で規程が制定され、委員50名から構成されることなどが定められた。しばらく委員の指名は見送られ、休眠状態が継続していたが、2011年（平成23年）10月21日に委員が選任されて始まった。
| 役職           | 氏名     | 所属会派           |
| -------------- | -------- | ------------------ |
| 憲法審査会会長 | 枝野幸男 | 立憲民主党・無所属 |

### 情報監視審査会
情報監視審査会は、行政における特定秘密（2013年（平成25年）制定の「特定秘密の保護に関する法律」（平成25年法律第108号。以下「特定秘密保護法」という。）第3条第1項に規定する特定秘密をいう。以下同じ。）の保護に関する制度の運用を常時監視するため特定秘密の指定（同項の規定による指定をいう。）およびその解除ならびに適性評価（特定秘密保護法第12条第1項に規定する適性評価をいう。）の実施の状況について調査し、ならびに各議院または各議院の委員会もしくは参議院の調査会からの第104条第1項（第54条の4第1項において準用する場合を含む。）の規定による特定秘密の提出の要求に係る行政機関の長（特定秘密保護法第3条第1項に規定する行政機関の長をいう。以下同じ。）の判断の適否等を審査するため、各議院に情報監視審査会を設ける。(国会法第102条の13)。しばらく委員の指名は見送られ、休眠状態が継続していたが、2015年（平成27年）2月26日に委員が選任されて始動した。
| 役職               | 氏名     | 所属会派               |
| ------------------ | -------- | ---------------------- |
| 情報監視審査会会長 | 伊藤達也 | 自由民主党・無所属の会 |

### 政治倫理審査会
政治倫理審査会は、政治倫理の確立のため、議員が「行為規範」その他の法令の規定に著しく違反し、政治的道義的に責任があると認めるかどうかについて審査する（国会法第124条の3）。
政治倫理審査会会長は総選挙後に召集される国会で委員の互選によって選出される。
| 役職               | 氏名     | 所属会派               |
| ------------------ | -------- | ---------------------- |
| 政治倫理審査会会長 | 田中和徳 | 自由民主党・無所属の会 |

### 附置機関
事務局
議院には事務局が置かれ、事務局には事務総長、参事、常任委員会専門員および常任委員会調査員、その他の職員が置かれる（議院事務局法第1条第1項）。
法制局
議員の法制に関する立案に資するため、各議院に法制局が置かれている（国会法第131条第1項）。

## 表決方法
起立投票
問題を可とする者を起立させ、起立者の多少を認定して、問題の可否を決する表決方法である。衆議院において基本的な表決方法である。
記名投票
問題を可とする議員は白票を、問題を否とする議員は青票を投票箱にて投票し、問題の可否を決する表決方法である。議長もしくは出席議員の5分の1以上の要求があった場合に行われる。記名投票中は議場が閉鎖される。
異議なし採決
議長が問題について異議の有無を議院に諮り、異議がない場合には問題を可決する方法である。ただし20名以上の異議があった場合は、起立投票を行わなければならない。
なお参議院で行われている表決方法で押しボタン式投票があるが、2023年1月10日現在衆議院では採用されていない。

## 帝国憲法下の衆議院

### 選挙権・被選挙権
選挙権
帝国憲法下では1890年（明治23年）年の帝国議会開設から1925年（大正14年）の普通選挙法制定までは、1年以上その府県内において一定額以上の直接国税を納めている者に制限していた。普通選挙制導入により、日本国内（北海道から沖縄県までの47道府県、いわゆる「内地」）に居住する25歳以上男子で日本国籍（俗に「外地」と呼ばれた台湾・朝鮮等の国籍者を含む）を有する者に与えられた。樺太では1943年（昭和18年）まで、また「外地」と呼ばれる台湾や朝鮮半島などの地域では終戦まで選挙区が設定されなかったために選挙は行われず、これらの地域の住民には選挙権がなかった。在外邦人にも選挙権はなかった。また、皇族、華族の戸主、旧陸海軍現役軍人にも選挙権はなかった。
被選挙権
30歳以上の日本内外地籍を問わず、日本国籍の男子なら立候補出来た。選挙権は大正14年まで納税資格が設けられていたのに対し、被選挙権はそれ以前の明治33年に納税資格が撤廃された。選挙区は日本内地にしかないので外地からの立候補は不可能である。選挙権も被選挙権もない者としては、皇族、華族の戸主、現役軍人がある。選挙権はあるが、被選挙権のみない者としては判事・検事、会計検査官、収税官吏、警察官吏がある。一般官吏や府県議会議員には被選挙権があるが、衆議院議員と兼務できないので当選した場合は職を辞す必要がある。
| 実施年             | 選挙権   | 被選挙権 |
| ------------------ | -------- | -------- |
| 1890年（明治23年） | 15円以上 | 15円以上 |
| 1902年（明治35年） | 10円以上 | 制限なし |
| 1920年（大正9年）  | 3円以上  | 制限なし |
| 1928年（昭和3年）  | 制限なし | 制限なし |

### 定数
定数は衆議院議員選挙法によって定められていた。1889年（明治22年）に衆議院議員選挙法によって300人と定められた後、増員が繰り返され、1925年（大正14年）に466人となった。ただ、実際に466人が選出されたのは1928年（昭和3年）の第16回総選挙であった。昭和20年に朝鮮や台湾や樺太にも選挙区が設定されたことで、それらの選出議員を合わせて497人が定数となったが、これらの地域の議員については総選挙の機会がないまま敗戦を迎えたため実際には選出されなかった。敗戦後、大選挙区制が採用された1945年（昭和20年）12月の選挙法改正で468人とされたが、うち2人を占める沖縄県は米軍の統治下に置かれて、1972年（昭和47年）5月15日の沖縄返還で本土復帰するまで、日本の選挙法が施行されなかったので、1946年（昭和21年）4月の戦後第1回総選挙（現行憲法下での初の衆議院選挙、第22回総選挙）は沖縄を除く466人について実施され、新憲法下に継承された（議員定数も参照）。

### 選挙区

#### 小選挙区制（第1次）
1889年市制郡を単位に257の選挙区に分け、1選挙区から1人を選出する小選挙区制を原則としたが、43選挙区は2人区とされ、全体で定数300人となった。投票方法について1人区においては当然に1名単記とされたが、2人区では2名連記が採用された。1890年（明治23年）7月1日執行の第1回総選挙から1898年（明治31年）8月10日執行の第6回総選挙までがこの選挙法によって実施された。

#### 大選挙区制（第1次）
1900年（明治33年）、第2次山県有朋内閣により選挙法が改正され選挙権・被選挙権が拡大されるとともに、従来の小選挙区制から原則として1つの府県を1つの選挙区としてそれぞれから2人～12人を選出する大選挙区制に改められた。ただし、市部や離島は1選挙区として郡部からは分離され、東京市（現在のほぼ東京23区に該当）・京都市・大阪市（のち横浜市も追加）を除いて定数1人の小選挙区とされた。これにより総定数は369人となったが、1902年（明治35年）に第1次桂太郎内閣の下で再度選挙法が改正されて、この間に新たに発足した市が郡部選挙区から分離して総定数は381人となった。このうち、札幌区・小樽区・函館区を除く北海道と沖縄県への施行は当初は見合わされ、千島列島を除く北海道全域には1903年（明治36年）、宮古郡・八重山郡を除く沖縄県には1912年（明治45年・大正元年）にようやく選挙法が施行された。この改正から大選挙区においても単記制が採用された。1902年（明治35年）8月10日実施の第7回総選挙から1917年（大正6年）4月20日実施の第13回総選挙までがこの選挙法によって行われた。

#### 小選挙区制（第2次）
大正デモクラシーの下での普選運動の高まりに対して原敬内閣は1919年（大正8年）に選挙法を改正して、納税額による選挙権の制限を残しながらも選挙権の拡大を図るとともに、大選挙区となっていた郡部選挙区を分割して、従来から事実上の小選挙区であった市部・離島と合わせて小選挙区を原則とする選挙制度に改めた。総定数は464と大幅に増員され374の選挙区が設定されたが、そのうち68選挙区が2人区、さらに11選挙区は3人区とされて、小選挙区制の原則からは大きく逸脱したものであった。1920年（大正9年）5月10日執行の第14回総選挙および1924年（大正13年）2月20日の第15回総選挙がこの選挙法によって行われた。沖縄の宮古郡・八重山郡での衆院選は1920年・第14回から施行された。

#### 中選挙区制
第2次護憲運動の高まりの下で行われた第15回総選挙で護憲三派が勝利することによって発足した加藤高明内閣が1925年（大正14年）に衆議院議員選挙法を全面改正することによって普通選挙（ただし男子のみ）が実現した。この改正衆議院議員選挙法を一般に普通選挙法と呼称する。北海道から沖縄県までの全国（得撫島以北の千島列島および小笠原島を除く）に1選挙区の定数を3人～5人とする122選挙区が設定され、総定数は466となった。直前の小選挙区制とも府県を1選挙区とする大選挙区制とも違うという意味で中選挙区制と呼ぶ。1928年（昭和3年）2月20日執行の第16回総選挙から1942年（昭和17年）4月30日執行の第21回総選挙までの総選挙がこの選挙法によって行われた。
この選挙法は植民地である樺太・朝鮮・台湾には最後まで施行されなかった。第二次世界大戦末期の1945年（昭和20年）4月に、これら地域にも議席を割り当てる選挙法改正が公布されたが、施行日は勅令で定めるとされ、未施行のまま8月の日本の敗戦となった。この未施行法による各地域への議席配分は樺太：3人（3人区1つ）、朝鮮：23人（3人区1つ、2人区7つ、1人区5つ）、台湾：5人（1人区5つ）とされ、選挙権・被選挙権は当該地域に居住する日本人だけでなく朝鮮人や台湾人などにも当然に与えられる事となっていたが、選挙権については「引続キ一年以上直接国税十五円以上ヲ納ムル者」という制限があった。
また、得撫島以北の千島列島と小笠原島と新南群島（現在の南沙諸島、1939年から台湾高雄州高雄市に編入されていた）には最後まで選挙法が施行されなかった。

#### 大選挙区制（第2次）
敗戦後、連合国軍の占領下に置かれ連合国軍最高司令官総司令部（GHQ）の指導の下に行われた「民主化政策」の一環として幣原喜重郎内閣によって1945年（昭和20年）12月に衆議院議員選挙法が改正されて女性に選挙権が与えられるとともに、都道府県を単位とする大選挙区制が導入された。1900年（明治33年）の大選挙区制とは違い、各都道府県全域を1選挙区とすることを原則に総定数468人を沖縄県を含む各47都道府県の人口に基づいて配分された。これにより15人以上が配分される東京都・大阪府・兵庫県・新潟県・愛知県・福岡県および北海道の7都道府県についてはこれを分割して2選挙区とした。この結果、各選挙区では4人～14人の議員（沖縄県は2人）を選挙することとなり、定数10人以下の選挙区では2名、11人以上の選挙区では3名を連記して投票する制限連記が採用された。これによる総選挙は1946年（昭和21年）4月10日に執行された第22回総選挙が、米軍の直接統治下に置かれた沖縄県には実施されず、実際にはこれを除いた466人について選挙が行われた。
新憲法施行を控えた1947年（昭和22年）3月の衆議院議員選挙法改正により中選挙区制が復活し、同年4月25日に執行された第23回総選挙はこの復活した中選挙区制によって行われたので、大選挙区制による総選挙は第22回のみに終わった。

### 任期
1890年（明治23年）第1回総選挙から1932年（昭和7年）第19回総選挙で選出された議員の任期は4年（ただし、解散時には任期満了前に議員資格を失う）。1900年（明治33年）の衆議院議員選挙法の改正によって、1902年（明治35年）の第7回総選挙以降において選出された議員は議会開会中に任期を終了しても閉会となるまで在任となった。そのような例として、第9回総選挙において選出された議員がある。
衆議院議員ノ任期延長ニ関スル法律の制定によって、1937年（昭和12年）第20回総選挙において選出された議員は1941年（昭和16年）4月から任期が1年延長されて1942年（昭和17年）4月までとなった。

## 会議録
帝国議会では第1回から速記録の「衆議院議事速記録」、要領筆記の「衆議院議事録」が作成されたが、公式記録は議長が署名を行う議事録とされ速記録に優先して扱われた。また委員会では委員の会議録として「衆議院委員会議録」が作成され、本会議と同じく速記録と議事録が作成されていたが、第15回帝国議会で速記録に一本化されこれを「衆議院委員会議録」とした（貴族院では委員会の会議録とされ「貴族院委員会会議録」が作成された）。
国会では第1回から速記録の「衆議院会議録」が作成されている。委員会では委員の会議録として「衆議院委員会議録」が作成されている（参議院では委員会の会議録とされ「参議院委員会会議録」が作成されている）。

## 備考

### 代議士
旧憲法下の貴族院議員は、旧公家・旧大名・華族（旧憲法下で設けられた近代日本の貴族階級）や、政府に人選され天皇に任命された元官僚や大学教授などの学識経験者や勲功者、高額納税者の互選といった、上階層の代表としての位置づけであった。これに対し帝国議会においての衆議院は、選挙による民選という位置づけであり、全議員が国民のより広い階層の投票で選出されたことから衆議院議員は代議士（だいぎし）と呼ばれ、議会制度は代議制度と称された。
日本国憲法下では貴族院は廃止され、衆議院同様に選挙された議員からなる「参議院」（参議院議員）が誕生した。これにより、すべての国会議員が「全国民を代表」（第43条第1項）する民選議員となったものの、今日でも衆議院議員を指して代議士と呼び、参議院議員は一般に代議士と呼ばない。国会内で行なわれる「代議士会」とは、各政党所属の衆議院議員のみの議員総会であり、衆参あわせての議員総会は「両院議員総会」と呼ばれる。

### その他
- 政治家は議会では男性も女性も君付けで呼ぶことが定着しているが、これは吉田松陰の影響である[17][18]。吉田松陰は常に自分のことを「僕」という謙称で呼び、松下村塾の弟子たちを「君」という敬称で呼び敬い、互いに尊重しあう関係を築いた[17]。この精神は弟子の伊藤博文（初代内閣総理大臣）や山県有朋（第3・9代内閣総理大臣）に受け継がれ、参議院要覧に「議員は、議場または委員会議室においては互いに敬称として『君』を用いる。」と定められており、これを受けて衆議院でも呼称を倣い通用されている[19]。